# Битка код Ефеса
Битка код Ефеса вођена је 24. децембра 1147. године између крсташке и муслиманске војске. Битка је део Другог крсташког рата, а завршена је победом крсташа.

## Увод
Битка је вођена између Иконијског (Румског) султаната и француске крсташке армије под Лујем VII. Византијски цар Манојло Комнин је Французима који су боравили у Цариграду дотурио лажну вест да су немачки крсташи већ однели победу над Муслиманима код Никеје. Луј се уплашио да ће Конрад, немачки краљ, покупити све заслуге рата па је пожурио да са својим војницима пређе Босфор. Вест је била лажна јер је Конрадова армија потпуно уништена у бици код Дорилеја.

## Битка
Турци су Французима поставили заседу код логора недалеко од Ефеса. Подаци о бици су оскудни; према речима Ода из Деја, храброст крсташа је спречила Турке да однесу победу. Такође нам Одо преноси да су муслиманске снаге биле предвођене Грком. Битка код Ефеса представља само мањи окршај хришћанских и муслиманских снага. У изворима Виљема од Тира се чак ни не спомиње. Много важнија битка је битка на планини Кадмус у којој ће крсташи доживети пораз.